# Мухаммеддинов, Наджимаддин
Наджимаддин Мухаммеддинов (каракалп. Nájimaddin Muhammeddinov; Нәжимаддин Мухаммеддинов) — советский и узбекистанский композитор каракалпакского происхождения, бывший министр культуры Каракалпакстана (1986—1999) и автор гимна Республики Каракалпакстан, а также более 500 иных музыкальных произведений.

## Биография
Родился 26 августа 1937 года, в Тахтакупырском районе Кара-Калпакской АССР.
С подросткового возраста играет на дутаре. Окончив среднюю школу, в 1957-1961 годах учился в музыкальной школе имени Хамзы в Ташкенте. С 1961 года приехал в Нукус и преподавал классу по скрипке в музыкальном училище. В 1966 году начал учиться в Алма-Атинской консерватории имени Курмангазы, обучался у Василия Великанова, Иосифа Дубовского и Еркегали Рахмадиева.
После получения образования Мухаммеддинов вернулся в Нукус, начал карьеру художественного руководителя Каракалпакской Государственной филармонии, создавая музыкальные произведения.
В 1999—2005 годах работал директором Нукусского государственного художественного колледжа. В течение 11 лет также был председателем Союза композиторов Каракалпакстана (ныне Союза композиторов и бастакоров Каракалпакстана). С 2005 года работает председателем Ассоциации композиторов и композиторов Каракалпакстана.

## Произведения
Мухаммеддинов — автор песен «Саҳралар», «Қыз киялан билмасез», «Бир дастаным, боленг», «Ярим бар», «Бир аўыз суйемен», «Нокисим гоззал орайым», «Баллада о младенце», опер «Ажинияз», «Гулойим», балета «Айджамал», кантаты «Каракалпакстан», музыкальной комедии «Тоғыз тонқылдак ҳем бир шинғилдек», а также музыкальных драм «Бахытлы болын балалар», «Алпамыс».
Мухаммеддинов известен как автор Гимна Каракалпакстана, который он написал на стихи народного поэта Каракалпакстана и Узбекистана Героя Узбекистана И.Юсупова.

## Награды и звания
Государственные награды и звания Мухаммеддинова:
- Заслуженный деятель искусств Республики Узбекистан;
- Заслуженный деятель искусств Республики Каракалпакстан;
- Орден «Мехнат шухрати»;
- Орден «Фидокорона хизматлари учун»;
- Орден «Эл-юрт хурмати»;
- Государственная премия имени Бердаха.